# Wolbachia
Wolbachia è un genere di batteri Gram-negativi, non sporigeni, parassiti intracellulari obbligati che infetta diverse specie di artropodi, inclusa un'alta porzione di insetti (circa il 60% delle specie), come pure alcuni nematodi.
È uno dei microbi parassiti più comuni del mondo ed è forse il più comune parassita della biosfera che agisca a livello del sistema riproduttivo. Uno studio è giunto alla conclusione che oltre il 16% delle specie di insetti siano portatori di questo batterio ed addirittura il 25-70% di tutte le specie di insetti sia un potenziale ospite. Le interazioni ospite-parassita sono spesso complesse e in molti casi evolute in senso simbiotico più che parassitico.

## Storia
Il batterio è stato identificato nel 1924 da Marshall Hertig e S. Burt Wolbach nella zanzara comune (Culex pipiens). Hertig lo descrisse formalmente nel 1936 dandogli il nome di Wolbachia pipientis. Tale scoperta rimase confinata in pochi ambienti, per lo scarso interesse, fino al 1971 quando Janice Yen e Ralph A. Barr della University of California a Los Angeles scoprirono che le uova di zanzara Culex venivano uccise per una particolare incompatibilità citoplasmatica quando lo sperma dei maschi proveniva da individui portatori di Wolbachia.
Nel 1990, Richard Stouthamer dell'Università della California a Riverside scoprì che Wolbachia può rendere superflui i maschi di alcune specie trasformando il sesso degli individui infettati a proprio piacimento.
Wolbachia si distingue per alterare in maniera significativa la capacità riproduttiva dei suoi ospiti. Questo è di notevole interesse sia per la sua distribuzione ubiquitaria che per molte diverse interazioni evolutive. Wolbachia riveste un ruolo nella differenziazione sessuale degli artropodi infettati e, pur potendo infettare molti tipi diversi di organi, le infezioni a livello gonadico sono quelle che comportano maggiori conseguenze.

## Patogenesi
L'infezione di Wolbachia a livello gonadico è nota infatti per causare quattro fenotipi differenti:
1. Eliminazione dei maschi: i maschi vengono uccisi durante lo sviluppo larvale, aumentando così il tasso di femmine nate[7].
2. Femminilizzazione: i maschi infettati sviluppano come femmine sterili o pseudo-femmine, fertili.
3. Partenogenesi: le femmine infettate si riproducono senza ausilio maschile. Alcuni scienziati hanno suggerito che la partenogenesi può sempre essere attribuibile agli effetti di Wolbachia[8]. Un esempio di una specie partenogenetiche è la vespa Trichogramma, che si è evoluta arrivando a procreare quasi esclusivamente per partenogenesi, questo con l'aiuto di Wolbachia. I maschi sono rari in questa specie di insetti minuscoli, probabilmente perché molti sono stati uccisi per le interazioni di Wolbachia[9].
4. Incompatibilità citoplasmatica: incapacità dei maschi infettati da Wolbachia di riprodursi con successo con femmine non infette o femmine infette con un altro ceppo di Wolbachia.

Addirittura diverse specie sono così dipendenti da Wolbachia che non sono più in grado di riprodursi efficacemente senza la presenza dei batteri nei loro corpi.
Wolbachia è presente solo negli ovociti, ma non gli spermatozoi maturi. Si tratta infatti di un batterio intracellulare, come le rickettsie, al cui ordine appartengono, e necessita quindi del citoplasma che viene trasmesso ai figli esclusivamente dalla madre. Solo le femmine quindi possono trasmettere l'infezione ai loro discendenti, non i maschi. Uno studio sugli onisci, i porcellini di terra, ha mostrato come i maschi infettati si trasformano in pseudo femmine proprio per aumentare la possibilità di trasmissione citoplasmatica di Wolbachia alle generazioni future.
L'infezione da Wolbachia sembra conferire vantaggi anche ad alcune specie di Ditteri. Essa è stata collegata alla resistenza virale in Drosophila melanogaster ed in alcune specie di zanzara. Gli insetti infettati con i batteri sono più resistenti ai virus a RNA come il virus C di Drosophila, Nora Virus, Flock house virus, Cricket paralisi virus, il virus Chikungunya e il virus del Nilo occidentale.
Nella zanzara comune, livelli più elevati di densità di Wolbachia sono stati correlati con la resistenza ad alcuni insetticidi.

### In botanica
Un'altra interessante interazione si è vista in Phyllonorycter blancardella dove Wolbachia sembra aiutare il suo ospite producendo isole verdi in mezzo alle foglie ingiallite, il che consente all'ospite di proseguire l'alimentazione durante la crescita. Le larve trattate con tetraciclina, che uccide Wolbachia, perdono questa capacità e, successivamente, solo il 13% possono emergere come falene adulte. Infine, nella specie di nematodi Brugia malayi, Wolbachia è diventato un endosimbionte obbligato che fornisce all'ospite sostanze chimiche necessarie per la sua sopravvivenza.

### In medicina
Wolbachia infetta una grande varietà di specie che poi parassitano l'uomo o i suoi animali domestici; tra queste specie ricordiamo:
- i nematodi, vermi parassiti, responsabili delle filariosi linfatiche, dei quali quelli nocivi all'uomo sono Wuchereria bancrofti[15][16], Brugia malayi[17] e Brugia timori[18]. Estrema conseguenza di una filariosi linfatica non curata è l'elefantiasi[19][20].
- i nematodi responsabili di filariosi oculo-cutanee, di cui quelli dannosi per l'uomo (Onchocerca volvulus) causano l'oncocercosi (cecità del fiume)[21][22][23].
- i nematodi responsabili di filariosi cardio-polmonare del cane (Dirofilaria immitis) hanno una simbiosi con Wolbachia.[24][25][26][27]

Si è visto che molti di questi organismi non riescono più a riprodursi senza la presenza di Wolbachia la cui eliminazione comporta in genere la morte o la sterilità. Di conseguenza, le attuali strategie per il controllo comprendono l'eliminazione del parassita eliminando in prima battuta la Wolbachia che lo infetta. Tramite semplici antibiotici si ottengono risultati migliori che con farmaci di gran lunga più tossici come quelli anti-nematode (antielmintico).
L'impiego dei ceppi naturalmente esistenti di Wolbachia è stato anche un tema di ricerca per controllare le popolazioni di zanzare portatrici del plasmodio della malaria. Anche su malattie come la dengue si ipotizza si possa arrivare ad un controllo lavorando sulla Wolbachia che infetta i vettori.

### Riviste
- J.H. Werren, Biology of Wolbachia (PDF), in Annual Review of Entomology, vol. 42, 1997,  pp. 587–609, DOI:10.1146/annurev.ento.42.1.587, PMID 15012323.
- Klasson L, Westberg J, Sapountzis P, Näslund K, Lutnaes Y, Darby AC, Veneti Z, Chen L, Braig HR, Garrett R, Bourtzis K, Andersson SG, The mosaic genome structure of the Wolbachia wRi strain infecting Drosophila simulans, in PNAS, vol. 106, n. 14, 23 marzo 2009,  pp. 5725–30, DOI:10.1073/pnas.0810753106, PMC 2659715, PMID 19307581.
- T. Walker, LA. Moreira, Can Wolbachia be used to control malaria?, in Mem Inst Oswaldo Cruz, 106 Suppl 1, agosto 2011,  pp. 212-7, PMID 21881776.
- F. Tamarozzi, A. Halliday; K. Gentil; A. Hoerauf; E. Pearlman; MJ. Taylor, Onchocerciasis: the role of Wolbachia bacterial endosymbionts in parasite biology, disease pathogenesis, and treatment., in Clin Microbiol Rev, vol. 24, n. 3, luglio 2011,  pp. 459-68, DOI:10.1128/CMR.00057-10, PMID 21734243.
- I. Iturbe-Ormaetxe, T. Walker; SL. O' Neill, Wolbachia and the biological control of mosquito-borne disease., in EMBO Rep, vol. 12, n. 6, giugno 2011,  pp. 508-18, DOI:10.1038/embor.2011.84, PMID 21546911.
- BN. Kent, SR. Bordenstein, Phage WO of Wolbachia: lambda of the endosymbiont world., in Trends Microbiol, vol. 18, n. 4, aprile 2010,  pp. 173-81, DOI:10.1016/j.tim.2009.12.011, PMID 20083406.
- TS. Haselkorn, The Spiroplasma heritable bacterial endosymbiont of Drosophila., in Fly (Austin), vol. 4, n. 1,  pp. 80-7, PMID 20081357.
- KM. Pfarr, AY. Debrah; S. Specht; A. Hoerauf, Filariasis and lymphoedema., in Parasite Immunol, vol. 31, n. 11, novembre 2009,  pp. 664-72, DOI:10.1111/j.1365-3024.2009.01133.x, PMID 19825106.
- G. Dreyer, D. Mattos; J. Figueredo-Silva; J. Norões, [Paradigm shift in bancroftian filariasis]., in Rev Assoc Med Bras, vol. 55, n. 3,  pp. 355-62, PMID 19629359.
- J. Engelstädter, A. Telschow, Cytoplasmic incompatibility and host population structure., in Heredity (Edinb), vol. 103, n. 3, settembre 2009,  pp. 196-207, DOI:10.1038/hdy.2009.53, PMID 19436325.
- AL. Scott, E. Ghedin, The genome of Brugia malayi - all worms are not created equal., in Parasitol Int, vol. 58, n. 1, marzo 2009,  pp. 6-11, DOI:10.1016/j.parint.2008.09.003, PMID 18952001.
- SJ. Perlman, MS. Hunter; E. Zchori-Fein, The emerging diversity of Rickettsia., in Proc Biol Sci, vol. 273, n. 1598, settembre 2006,  pp. 2097-106, DOI:10.1098/rspb.2006.3541, PMID 16901827.
- RU. Rao, Endosymbiotic Wolbachia of parasitic filarial nematodes as drug targets., in Indian J Med Res, vol. 122, n. 3, settembre 2005,  pp. 199-204, PMID 16251775.
- JJ. Wernegreen, Endosymbiosis: lessons in conflict resolution., in PLoS Biol, vol. 2, n. 3, marzo 2004,  pp. E68, DOI:10.1371/journal.pbio.0020068, PMID 15024418.
- A. Hoerauf, DW. Büttner; O. Adjei; E. Pearlman, Onchocerciasis., in BMJ, vol. 326, n. 7382, gennaio 2003,  pp. 207-10, PMID 12543839.
- JH. Werren, Wolbachia run amok., in Proc Natl Acad Sci U S A, vol. 94, n. 21, ottobre 1997,  pp. 11154-5, PMID 9326576.

### Testi
- G. J. Tortora, B. R. Funke e C. L. Case, Elementi di microbiologia, Pearson, 2008,  pp. 308–, ISBN 978-88-7192-433-5.
- Mark A. Jervis, Insects as Natural Enemies: A Practical Perspective, Springer, 14 novembre 2007,  pp. 427–, ISBN 978-1-4020-6587-3.
- David R. Boone e Richard W. Castenholz, Bergey's Manual of Systematic Bacteriology: Volume One : The Archaea and the Deeply Branching and Phototrophic Bacteria, Springer, 18 maggio 2001,  pp. 138–, ISBN 978-0-387-24145-6.
- Mark A. Jervis, Insects as Natural Enemies: A Practical Perspective, Springer, 14 novembre 2007,  pp. 427–, ISBN 978-1-4020-6587-3.
- Jan Sapp, Microbial Phylogeny and Evolution: Concepts and Controversies, Oxford University Press, 3 marzo 2005,  pp. 300–, ISBN 978-0-19-516877-8.